# 가미시라타키역

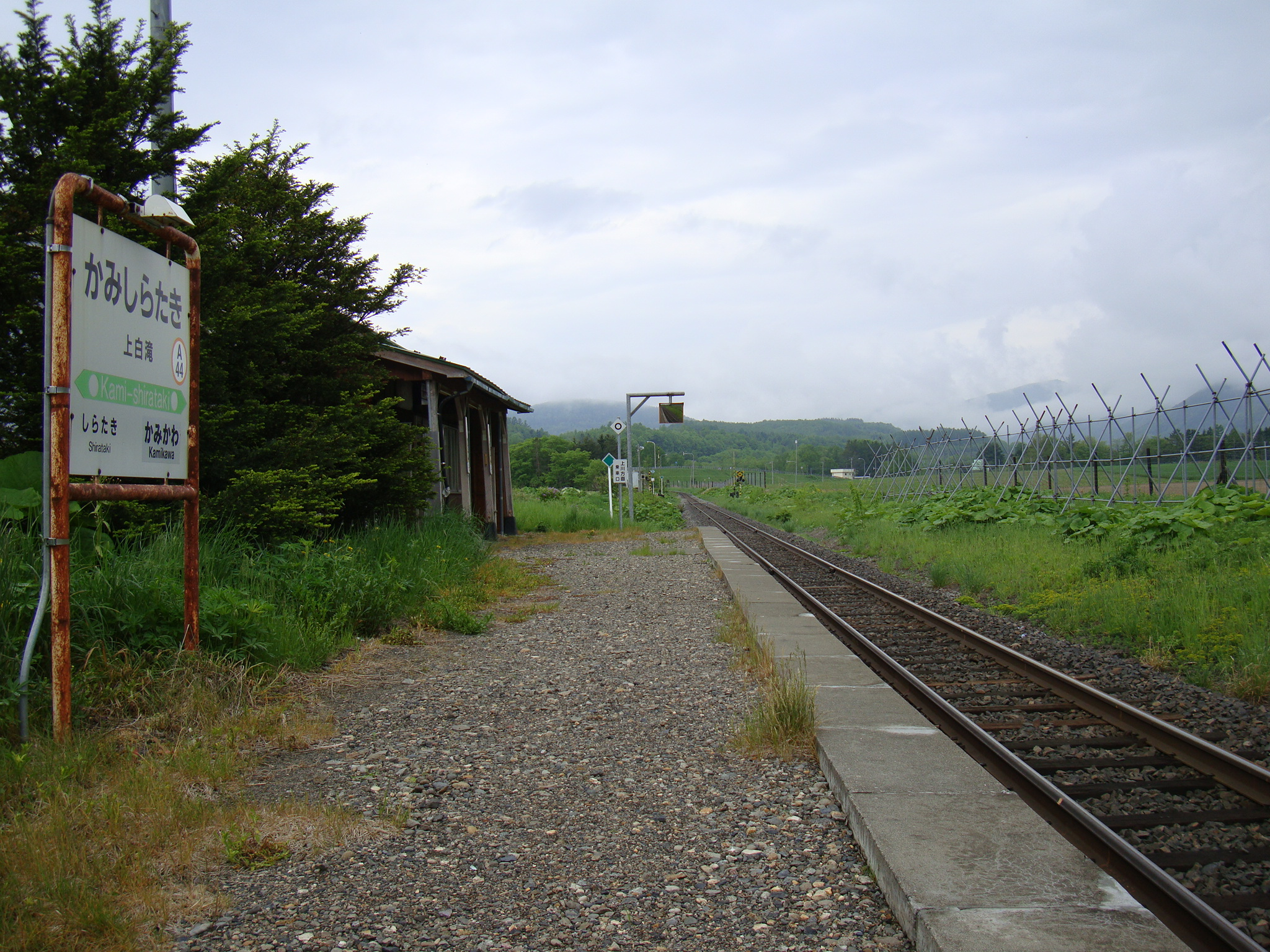
적막감만이 나도는 플랫폼

가미시라타키역(일본어: 上白滝駅)은 일본 홋카이도 몬베쓰 군 엔가루정에 위치한 홋카이도 여객철도 세키호쿠 본선의 철도역이다. 역 번호는 A44이며, 단선 승강장 1면 1선의 구조를 갖춘 지상역이었으나, 2016년 3월 26일 이용객 감소와 다이어 개정으로 역 업무가 폐지되었다.

## 역 주변
- 국도 제333호선

## 역사
- 1932년 10월 1일: 일본국유철도의 역으로서 개업. 일반역.
- 1978년 3월 1일: 화물 취급 폐지.
- 1983년 1월 10일: 소화물 취급 폐지. 무인화.
- 1986년 11월 1일: 이 날 다이어 개정에 의해, 토요일의 등교일 이외는 하루 왕복 1회의 정차로 한다.
- 1987년 4월 1일: 일본국유철도 분할 민영화에 의해, 홋카이도 여객철도가 승계.
- 1992년 3월 14일: 이 날 다이어 개정에 의해, 토요일의 등교일에 행해졌던 시라타키 - 엔가루 간 정기열차의 오쿠시라타키 역 연장을 폐지. 모든 날에 하루 1회 왕복의 정차로 한다.
- 2016년 3월 26일: 이용객 감소와 다이어 개정으로 역 업무 폐지.

## 인접 역
| 세키호쿠 본선                  | 세키호쿠 본선   | 세키호쿠 본선              |
| ------------------------------ | --------------- | -------------------------- |
| 가미카와 A43 신아사히카와 방면 | ■ 세키호쿠 본선 | 시라타키 A45 아바시리 방면 |